# CA-342
La CA-342 es una carretera autonómica de Cantabria perteneciente a la Red Local y sirve de acceso a la población de Puente Avíos.

## Nomenclatura
Su nombre está formado por las iniciales CA, que indica que es una carretera autonómica de Cantabria, y el dígito 342 es el número que recibe según el orden de nomenclaturas de las carreteras de la comunidad autónoma. La centena 3 indica que se encuentra situada en el sector comprendido entre la costa al norte, la carretera nacional N-634 al sur, el límite con el Principado de Asturias al oeste y la carretera nacional N-623 al este.

## Historia
Su denominación anterior era SV-4721-2.

## Trazado actual
Tiene su origen en la intersección con la CA-341 en el núcleo de Ongayo y su final en Puente Avíos, ambas localidades situadas en el término municipal de Suances. A lo largo de su recorrido, de 1,7 kilómetros de longitud, atraviesa los barrios de La Pelía y Peredo de Viveda. Sirve de acceso al Palacio de Peredo y al Parque La Alianza.
La carretera tiene dos carriles, uno para cada sentido de circulación, y una anchura total de 5 m sin arcenes.
La etapa Santander - Santillana del Mar del Camino de Santiago de la Costa tiene dos alternativas para el tramo entre Barreda y Santillana del Mar, una de las cuales transcurre por esta carretera.

## Actuaciones
El IV Plan de Carreteras de Cantabria contempla dentro del programa de mejora de plataforma en Red Local la inversión para ampliación de la plataforma a 6 m sin arcenes. El Gobierno de Cantabria incluyó dicha actuación en el II Plan de Choque de Carreteras 2010-2011 para ser realizado en el primer trimestre de 2010.
En el año 2009 y dentro del Plan E, el ayuntamiento de Suances procedió a la iluminación de la vía.
El 5 de octubre de 2010 se realizó el anuncio de licitación para el acondicionamiento de esta carretera, junto al de la carretera CA-340 Viveda - Camplengo.

## Transportes
No hay líneas de transporte público que recorran la carretera CA-342.

## Recorrido y puntos de interés
| Esquema             | PK  | Sentido Puente Avíos (creciente) | Sentido Puente Avíos (creciente) | Sentido Puente Avíos (creciente)                          | Sentido Ongayo (decreciente)                              | Sentido Ongayo (decreciente) | Sentido Ongayo (decreciente) | Incidencias |
| Esquema             | PK  | Velocidad                        | Elemento                         | Salida                                                    | Salida                                                    | Elemento                     | Velocidad                    | Incidencias |
| ------------------- | --- | -------------------------------- | -------------------------------- | --------------------------------------------------------- | --------------------------------------------------------- | ---------------------------- | ---------------------------- | ----------- |
|                     | 0,0 |                                  |                                  | CA-342 PUENTE AVÍOS                                       | CA-341 HINOJEDO                                           |                              |                              |             |
| CA-341 TAGLE ONGAYO | 0,0 |                                  |                                  | CA-342 PUENTE AVÍOS                                       |                                                           |                              |                              |             |
|                     | 0,9 |                                  |                                  | PUENTE AVÍOS                                              | PUENTE AVÍOS                                              |                              |                              |             |
|                     | 0,9 |                                  |                                  | Final de la carretera en el núcleo urbano de Puente Avíos | Final de la carretera en el núcleo urbano de Puente Avíos |                              |                              |             |